# 10501 Ardmacha
A 10501 Ardmacha (ideiglenes jelöléssel 1987 OT) a Naprendszer kisbolygóövében található aszteroida. Eleanor F. Helin fedezte fel 1987. július 19-én.